# Ludwig Hanson
Ludwig Hanson (* 15. März 1883 in Born, Untertaunus; † 2. April 1964 ebenda) war ein deutscher Heimatdichter und Bürgermeister.
Hanson verfasste eine ganze Reihe von Gedichten, Romanen und Erzählungen. In ihnen spiegelt sich das Alltagsleben in den Dörfern des Untertaunus wider.

## Werke
- Heimat: Gedichte und Geschichten aus dem Taunus. Edition Grohberg, Bad Schwalbach 2003
- Gedichte: Sehnen der Seele Georg Grandpierre, Verlag, Idstein  1926